# Isognathus occidentalis
Espèce
Isognathus occidentalis est  une espèce d’insectes lépidoptères de la famille des Sphingidae, de la sous-famille des Macroglossinae, de la tribu des Dilophonotini.

## Description
Isognathus occidentalis est semblable à Isognathus excelsior mais se distingue par une face ventrale de l'abdomen plus pâle.
Les chenilles sont très colorées signalant par ce biais leur potentiel de toxicité aux prédateurs.

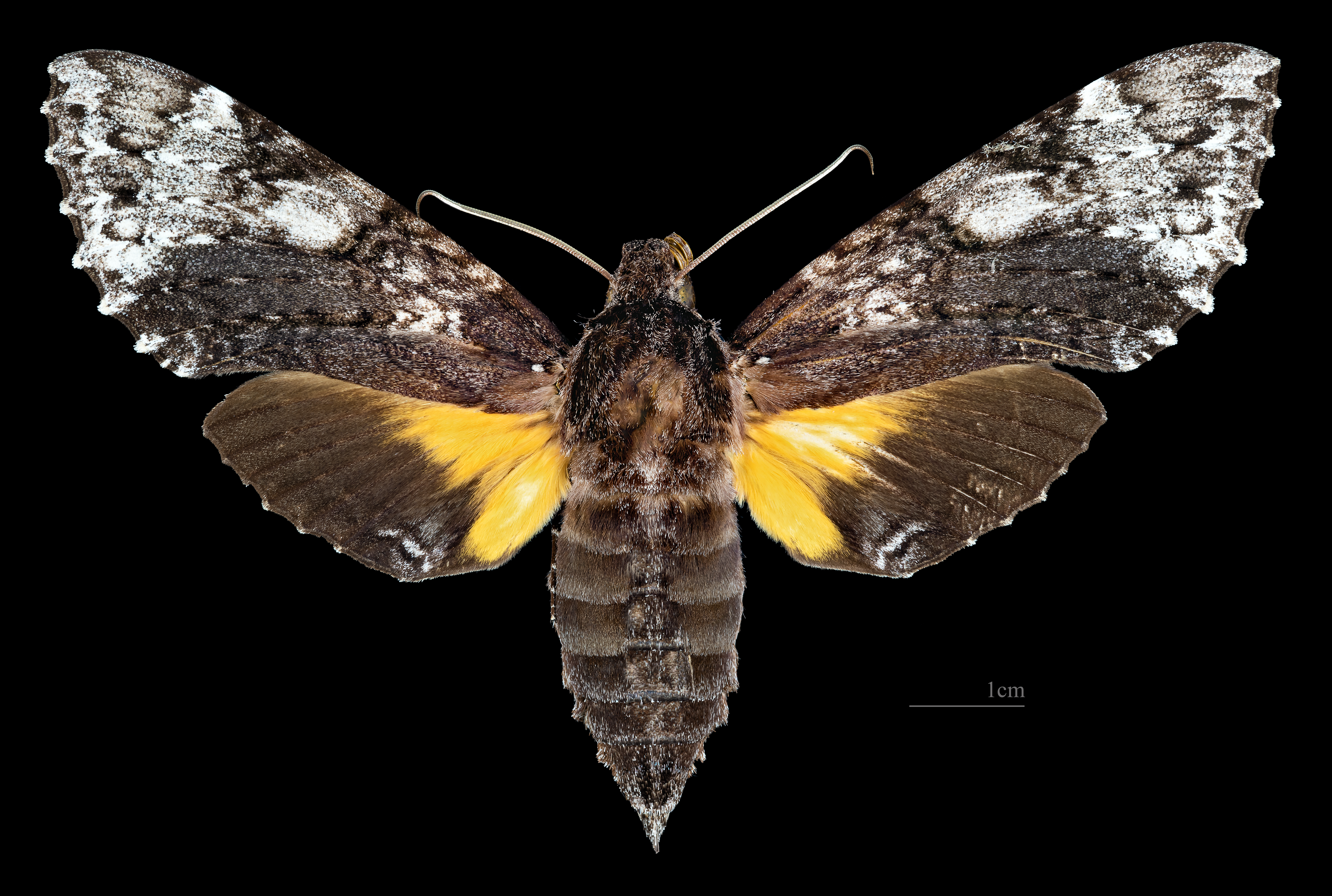
Avers de la femelle (coll.MHNT)
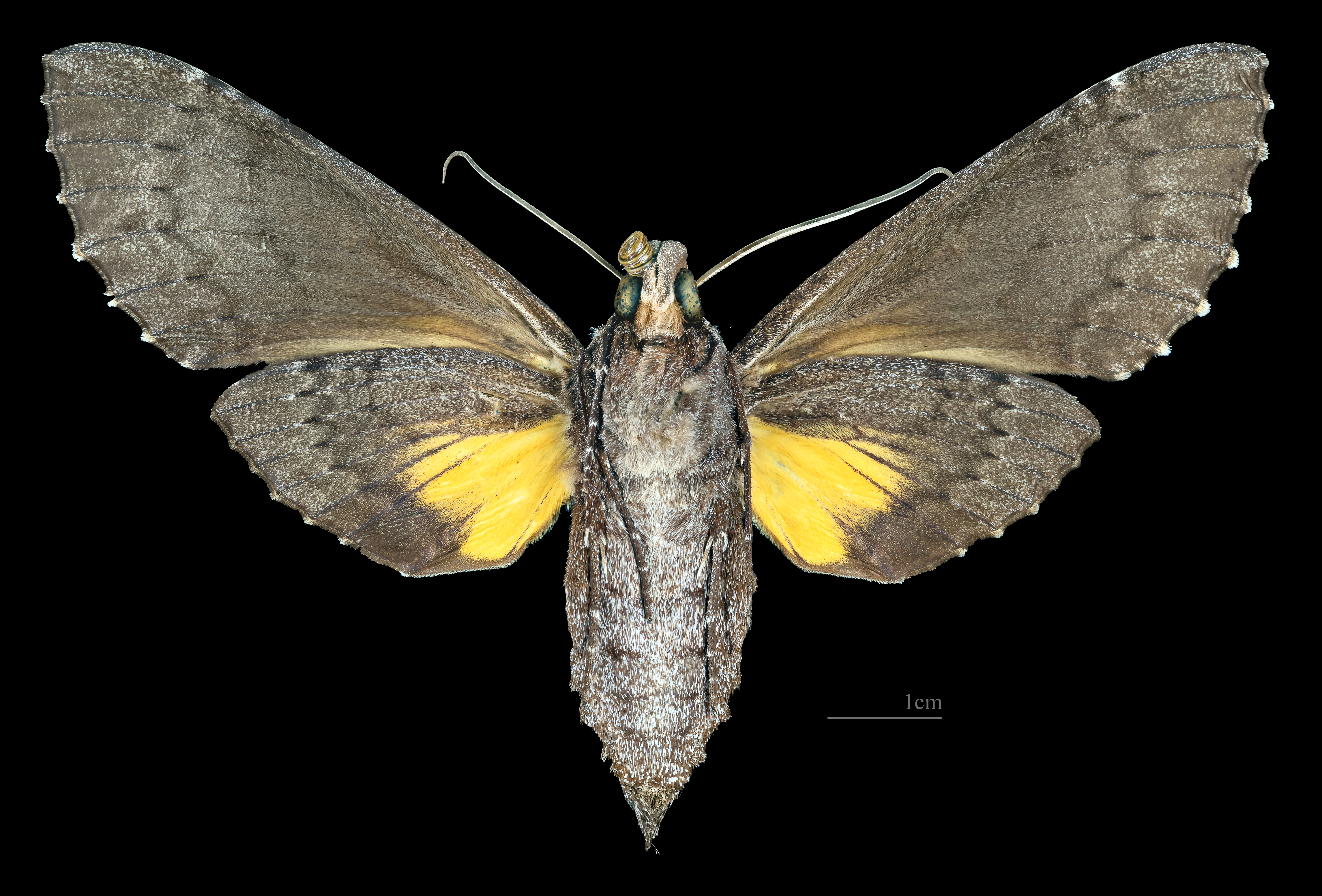
Revers de la femelle (coll.MHNT)

## Répartition et habitat
Répartition
L'espèce est connue au Venezuela, au nord du Brésil et en Guyane.
Habitat
L'habitat est représenté par les forêts tropicales, à partir du niveau de la mer jusqu'à des altitudes moyennes.

## Biologie
L'espèce est multivoltine, avec des adultes qui volent pendant tous les mois de l'année. Les chenilles se nourrissent sur  Himatanthus lancifolius.

## Systématique
L'espèce Isognathus occidentalis a été décrite  par le naturaliste américain Benjamin Preston Clark en 1929 .

### Synonymie
- Isognathus amazonica Clark, 1928
- Isognathus tepuyensis Lichy, 1962